# Il + meglio di Cochi e Renato
Il + meglio di Cochi e Renato è la terza raccolta del duo Cochi e Renato, pubblicata nel 1995.

## Descrizione
La raccolta è il primo supporto fonografico pubblicato dopo sedici anni dalla precedente raccolta e il primo disco di Cochi e Renato a venir pubblicato in formato CD.
Il disco contiene tutto materiale proveniente dalla loro discografia pubblicata con la CGD e la sua sottoetichetta Derby, tra il 1973 e il 1978, anno del loro scioglimento. Il brano Canzone intelligente è qui presente in un inedito remix dance.
Il disco è stato pubblicato nel 1995 in una sola edizione da CGD, in formato CD, con numero di catalogo 4509 99101-2.

## Tracce
1. E la vita la vita (Enzo Jannacci, Renato Pozzetto)
2. A me mi piace il mare (Enzo Jannacci, Cochi Ponzoni, Renato Pozzetto)
3. O' mangia' el pes (Enzo Jannacci, Gino Paoli, Renato Pozzetto)
4. Cos'è la vita (Enzo Jannacci, Massimo Boldi)
5. La gallina (Enzo Jannacci, Cochi Ponzoni, Renato Pozzetto)
6. El porompompero (Enzo Jannacci, Cochi Ponzoni, Renato Pozzetto)
7. Canzone intelligente (Enzo Jannacci, Cochi Ponzoni, Renato Pozzetto)
8. Il reduce (Enzo Jannacci, Cochi Ponzoni, Renato Pozzetto)
9. Libe-libe-là (Enzo Jannacci, Cochi Ponzoni, Renato Pozzetto)
10. La cosa (Piero Calabrese, Carré)
11. Come porti i capelli bella bionda (Enzo Jannacci, Cochi Ponzoni, Renato Pozzetto)
12. Sturmtruppen (Enzo Jannacci)

## Crediti
- Cochi Ponzoni - voce, chitarra
- Renato Pozzetto - voce, chitarra
- Enzo Jannacci - arrangiamenti

## Edizioni
- 1995 - Il + meglio di Cochi e Renato (CGD, 4509 99101-2, CD)